# Siapiccia
Siapiccia (en sard, Siipiccia) és un municipi italià, dins de la província d'Oristany. L'any 2007 tenia 374 habitants. Es troba a la regió de Campidano di Oristano. Limita amb els municipis d'Allai, Fordongianus, Ollastra, Siamanna i Simaxis.

## Administració
| Període | Identitat       | Partit        |
| ------- | --------------- | ------------- |
| 2005-   | Osvaldo Putzolu | Llista cívica |